# Урманцев, Юнир Абдуллович
Юни́р Абду́ллович Урманцев (1931—2016) — советский и российский философ, доктор философских наук, кандидат биологических наук, профессор, действительный член РАЕН и МАИ. Автор варианта общей теории систем, известного под аббревиатурой ОТСУ.

## Биография
Родился в городе Стерлитамаке Башкирской АССР 28 апреля 1931 года в семье фотографов-профессионалов.
Выпускник школы № 1 города Ишимбая. В 12 лет он прочитал свою первую книгу по философии — «Избранные философские произведения» Дени Дидро; увлекся «Картинами Мира» и в 1954 году окончил философский, в 1955 году — биолого-почвенный факультеты МГУ. В 1963 году (за два года) окончил аспирантуру Института физиологии растений им. К. А. Тимирязева АН СССР. Кандидатская диссертация — «О проявлениях и значении правизны и левизны в мире растений (фитодиссимметрия)» (1963); докторская диссертация — «Симметрия природы и природа симметрии: философские и естественнонаучные аспекты» (1974; защищена в Институте философии).
В последующие годы ученым было проведено множество исследований в разнообразных областях науки, основным результатом которых явилось создание собственного оригинального варианта общей теории систем.
За свои исследования Ю. А. Урманцев избран действительным членом РАЕН, МАИ. Ежегодно читал лекции в вузах России и других стран (МГУ, Кембридж, Оксфорд, Норвич и др.). С использованием ОТСУ защищены более 60 докторских и более 130 кандидатских диссертаций, созданы школа и новое научное направление.

## Концепция ОТСУ

### Основные понятия
Общая Теория Систем начала разрабатываться Ю. А. Урманцевым в 1968 г. В отличие от предшествующих системных теорий, ОТСУ построена не на априорных аксиоматических предпосылках, а выведена формально-логическим путём из нескольких фундаментальных философских категорий. Таких категорий всего пять: Существование, Множество объектов, Единое, Единство, Достаточность. Соответственно, из утверждений «существует множество объектов», "существует единство множества объектов " и т. д. строятся базовые понятия ОТС, главным из которых является определение объекта-системы.
- Объект-система — это композиция, или единство, построенное по отношениям (в частном случае — взаимодействиям) r множества отношений {R} и ограничивающим эти отношения условиям z множества {Z} из «первичных» элементов m множества {M}, выделенного по основаниям a множества оснований {A} из универсума U. При этом множества {A}, {R} и {Z} как порознь, так и совместно, могут быть пустыми или содержать 1,2,… , бесконечное число одинаковых или разных элементов.

Помимо определения объекта-системы в ОТСУ вводится ещё одно фундаментальное понятие, отсутствовавшее в прежних системных теориях:
- Система объектов данного рода (Р-система)- закономерное множество объектов-систем одного и того же рода. Причем, выражение «одного и того же рода» означает, что каждый объект-система обладает общими, родовыми признаками (одним и тем же качеством), а именно: каждый из них построен из всех или части фиксированных «первичных» элементов в соответствии с частью или со всеми фиксированными отношениями, с частью или со всеми фиксированными законами композиции, реализованными в рассматриваемой системе объектов данного рода.

Введение этого понятия позволяет оперировать не только с отдельными объектами или абстрактными множествами, но и с таксономическими категориями, столь естественными для биологических систем и человеческого общества. Представление о системе объектов данного рода существенно обогащает ОТСУ и в выгодную сторону отличает её от предшествующих вариантов. К примеру, гомологический ряд предельных углеводородов вида СН4 , С2Н6 , С3Н8 ,… СnН2n+2 является системой объектов одного и того же рода — все они построены из одних и тех же «первичных» элементов С и Н в соответствии с одним и тем же отношением химического сродства и согласно одному и тому же закону композиции СnН2n+2, ограничивающему (конкретизирующему) эти отношения. Основанием для выделения объектов-систем в системе объектов данного рода служит их принадлежность к классу углеводородов. Если же изменить хотя бы закон композиции, например на СnН2n, то мы получим уже другой класс — непредельные углеводороды, принципиально отличные от предельных по своим химическим свойствам.
Следует заметить, что на практике законы композиции в явном виде могут быть представлены не только в виде математических формул, но и в форме таблиц (система Менделеева), графов и т. д., не исключая и вербальное описание. Введение понятия системы объектов одного и того же рода позволяет подойти к определению абстрактной системы:
- Система — это множество объектов-систем, построенное по отношениям r множества отношений {R}, законам композиции z множества законов композиции {Z} из «первичных» элементов m множества * {M}, выделенного по основаниям a множества оснований {A} из универсума U. При этом множества {Z}, {Z} и {R}, {Z} и {R} и {M} могут быть и пустыми.

Это окончательное определение ОТСУ, синтезируя в себе понятия объекта-системы и системы объектов одного и того же рода, является базовым понятием для дальнейшего развития теоретических построений.

### Общесистемные законы в ОТС(У)
На сегодняшний день в ОТСУ разработано 45 разделов, включая «Эволюционику — общую теорию развития» и выведено 17 всеобщих законов:
- Закон системности (1), согласно которому «любой объект есть объект-система и любой объект-система принадлежит хотя бы одной системе объектов данного рода» (Р-системе).
- Закон системных (эволюционных и неэволюционных) преобразований (2). Это основной закон ОТСУ, с ним связаны все важнейшие её обобщения. Согласно этому закону "объект-система в рамках Р-системы благодаря своему существованию и/или дву-, одно-, нольсторонним связям со средой будет переходить по фиксированным законам, z множества {Z}: А — либо в себя посредством тождественного преобразования; Б — либо в другие «объекты-системы посредством одного из 7 и только 7 различных преобразований, именно изменений: 1) количества, 2) качества, 3) отношений, 4) количества и качества, 5) количества и отношений, 6) качества и отношений, 7) количества, качества, отношений всех или части его первичных элементов».

Вне рамок ОТСУ вопрос о числе и виде системных преобразований и их инвариантов в прямой форме не ставился. Это привело к существенной неполноте — на 1/8 или 2/8 — этих учений (диалектики, биологических концепций тихогенеза, номогенеза, филэмбриогенеза, морфогенеза, эволюции биоэволюции), а тем самым и к необходимости их достроения на 7/8 или 6/8.
- Закон перехода количества в «своё другое» (3), именно: количества (Кл) в тождество(Т), а также в количество и/или качество (Кч) и/или отношение (О). Таким образом, этим законом констатируется существование не 1-го, как в гегелевском законе, а 8-ми «переходов» количества в «своё другое». Но это означает, что гегелевский закон «перехода» количества в качество — частный случай (именно 1/8 часть) нового системного закона. Только закон «перехода» количества в «своё другое» отвечает требованию полноты — хотя бы потому, что 8 «переходов» образуют математическую группу симметрии 8-го порядка. Гегелевский же закон никакой группы не образует и тем самым не отвечает требованию полноты.
- Закон системной полиморфизации (4), согласно которому «любой объект есть полиморфическая модификация и любая полиморфическая модификация принадлежит хотя бы одному системному полиморфизму».

С точки зрения ОТСУ полиморфизм — это множество объектов, построенных частью или всеми 7 способами из первичных элементов одного и того же множества таких элементов и различающихся либо по числу, либо по отношениям, либо по числу и отношениям их первичных элементов. С математической точки зрения поэтому полиморфическая модификация предстает либо как сочетание, либо как перестановка, либо как размещение из m первичных элементов по n.
Отвечающие этим трем случаям полиморфизмы — множества сочетаний, перестановок, размещений — будут соответственно неизомерийным, изомерийным, изомерийно — неизомерийным полиморфизмами. Частным случаем полиморфизма является мономорфизм: в этом случае либо m=1, либо условия среды не позволяют существовать другим полиморфическим модификациям.
- Закон системной изоморфизации (5), согласно которому «любой объект есть изоморфическая модификация и любая изоморфическая модификация принадлежит хотя бы одному системному изоморфизму».

ОТС имеет дело на просто с изоморфизмом, а с системным изоморфизмом. Системный изоморфизм в ней понимается как обладающее свойствами рефлексивности и симметричности отношение между объектами-системами одной и той же или разных Р-систем. При таком определении системного изоморфизма, он практически становится экспликацией отношения сходства. Поэтому термины «системный изоморфизм» и «системное сходство» в ОТСУ рассматриваются как взаимозаменяемые. Это же обстоятельство позволяет легко принять свойства анализируемого отношения — рефлексивность (из-за сходства каждого объекта-системы с самим собой) и симметричность (из-за очевидного характера утверждения, что если а системно изоморфичен b, то и b системно изоморфичен a).
Естественно, превосходной степенью системного сходствa будет тождество, единое, а его наиболее распространенной формой — неполное сходство; важным также частным случаем его будет «эквивалентность» с её многочисленными видами, из которых наиболее значимы для нас отношения равенства, математического изоморфизма и параллелизма.
- Законы соответствия, межсистемного сходства и межсистемной симметрии (6, 7, 8), согласно которым «между произвольно взятыми системами C1 и С2 возможны соотношения эквивалентности, системного сходства и системной симметрии лишь одного из 3-х видов. Соотношение 4-е такое, что система C1 никак не эквивалентна, системно не сходна и системно не симметрична C2 и наоборот, также соотношение невозможно». Доказываются эти законы посредством знаменитой аксиомы выбора Цермело.
- Законы системной симметрии и системной асимметрии (9, 10), согласно которым «любая система симметрична в одних и асимметрична в других отношениях».

С точки зрения ОТС «симметрия — это свойство системы „С“ совпадать по признакам „П“ как до, так и после изменений „И“». Иначе, симметрия — это такой объект-система, в качестве первичных элементов которого выступают признаки «П» («инварианты»), в качестве отношений единства — отношения принадлежности признаков «П» системе «С» («носителю симметрии»), а в качестве законов композиции — требование принадлежности признаков системе «С» как до, так и после изменений «И» («преобразований симметрии»). Точным математическим выражением симметрии является особая алгебраическая структура — группа.
Асимметрия — необходимое дополнение и противоположность симметрии. Асимметрия — это свойство системы «С» не совпадать по признакам «П» после изменений «И». Иначе, асимметрия — это такой объект-система, в качестве первичных элементов которого выступают признаки «П» («варианты»), в качестве отношений единства — отношения принадлежности признаков «П» системе «С» (носителю асимметрии"), а в качестве законов композиции — требование принадлежности этих признаков системе лишь до изменений «И» («преобразований асимметрии»). Точным математическим выражением асимметрии является также особая алгебраическая структура — группоид (нарушающий те или иные — из 4-х — аксиом теории групп).
- Законы системной противоречивости и системной непротиворечивости (11, 12), согласно которым «любая система обладает подсистемой противоречий-систем и подсистемой непротиворечий-систем». Самое замечаемое здесь — дополнение закона системной противоречивости («ядром» которого является закон «единства и „борьбы“ противоположностей» старой диалектики) равноправным ему законом системной непротиворечивости.
- Законы системной устойчивости и системной неустойчивости (13, 14), согласно которым «любая система устойчива в одних и неустойчива в других отношениях». При этом под устойчивостью понимается свойство системы «С» сохранять признаки «П» благодаря обстоятельствам «О» как до, так и после изменений «И», вызванных факторами «Ф». Под неустойчивостью же понимается свойство системы «С» не сохранять признаки «П» благодаря обстоятельствам «О» после изменений «И», вызванных факторами «Ф». Видно, что ядрами определений устойчивости и неустойчивости являются соответственно симметрия и асимметрия, отличаясь от них лишь указаниями на причины сохранения, несохранения, изменения — обстоятельства «О» и факторы «Ф».
- Закон количественного преобразования объектов-систем (15), согласно которому «количественное преобразование может реализоваться только тремя способами: либо прибавлением Δ1, либо вычитанием Δ2, либо прибавлением Δ1 и вычитанием Δ2 „первичных“ элементов, формами реализации которых (соответственно тем или иным случаям) являются: процессы „входа“ и „выхода“, „деления“ и „слияния“, „роста“ и „редукции“, „синтеза“ и „распада“, „обмена“ и „одностороннего тока“ элементов; структуры „прибавления“, „вычитания“, „обмена“, „превращения“ (моно- или энантиотропного); системы „открытые“ (со входом и выходом), „полуоткрытые“ (со входом, но без выхода — типа „черных“ дыр), „полузакрытые“ (без входа, но с выходом — типа „белых“ дыр), „закрытые“ (без входа и выхода)».
- Закон взаимодействия и одностороннего действия материальных и материально-идеальных объектов-систем (16), согласно которому «в мире реализуются не отношения всеобщей связи и всеобщей взаимообусловленности, а отношения взаимодействия или одностороннего действия между любым фиксированным материальным или материально-идеальным объектом-системой и материальными и/или материально-идеальными объектами-системами лишь ограниченного в пространстве и во времени подмножества множества таких систем бытия».
- Закон взаимонедействия материальных и материально-идеальных объектов (17) — систем, согласно которому «для любого материального или материально-идеального объекта-системы существует бесчисленное множество других подобных объектов-систем, с которыми в течение своей „жизни“ — он в принципе не может вступать в какие бы то было отношения взаимодействия или одностороннего действия».

### На русском языке
- Урманцев Ю.А. Глобальная стратегия сохранения и преобразования систем биосферы. В кн. Современные проблемы изучения и сохранения биосферы. Т. З. Санкт-Петербург, 1992.
- Урманцев Ю.А. Девять плюс один этюд о системной философии. Синтез мировоззрений/  М: Институт холодинамики, 2001.
- Урманцев Ю.А. Единство и многообразие мира с точки зрения общей теории систем // Единство и многообразие мира, дифференциация и интеграция знания: Тезисы выступл. к III Всесоюз. совещ. по филос. вопросам естествознания. Вып. 2. М., 1981, сс.103-108.
- Урманцев Ю.А. Изомерия в живой природе. I. Теория.- Ботанич. журн., 1970, т. 55, № 2, сс.153-169.
- Урманцев Ю.А. Изомерия в живой природе. IV. Исследование свойств биологических изомеров (на примере венчиков льна) // Ботанический журнал. 1973. Т. 58. № 6, сс.769-783.
- Урманцев Ю.А. Изомерия в живой природе. V. Исследование свойств биологических изомеров (на примере венчиков и коробочек льна) // Физиология растений, 1974, № 4, сс.771-779.
- Урманцев Ю.А. Начала общей теории систем // Системный анализ и научное знание. М., 1978. Т. 39, сс.7-41.
- Урманцев Ю.А. Номогенез о сходстве в живой природе // Природа, 1979. № 9, сс.116-121.
- Урманцев Ю.А. Образование — фундаментальная форма постижения бытия, М:, Институт холодинамики, 2004.
- Урманцев Ю.А. О значении основных законов преобразования объектов-систем для биологии.- В кн.: Биология и современное научное познание. М.: Наука, 1980, сс.121-143.
- Урманцев Ю.А. О природе правого и левого (основы теории дис-сфакторов) // Принцип симметрии. М., 1978. сс.180-195.
- Урманцев Ю.А. Об определении знаков энантиоморфизма нехимических (биологических) диссизомеров посредством химических // Журнал общей биологии. 1979. Т. LX. № 3. сс.351-367.
- Урманцев Ю.А. Общая теория систем: состояние, приложения и перспективы развития // Система, симметрия, гармония, М.: Мысль, 1988.
- Урманцев Ю.А. Общая теория систем об отношениях взаимодействия, одностороннего действия и взаимодействия. // В кн. Проблема связей и отношений в материалистической диалектике. М.: Наука, 1990, сс. 101—137.
- Урманцев Ю.А. Опыт аксиоматического построения общей теории систем // Системные исследования: 1971. М., 1972. сс.128-152.
- Урманцев Ю.А. Поли- и изоморфизм в живой и неживой природе // Вопросы философии, 1968, № 12, сс.77-88.
- Урманцев Ю.А. Природа адаптации (системная экспликация). Вопросы философии, 1998, № 12.
- Урманцев Ю.А. Связь системных преобразований и антипреобразований с треугольником Паскаля, биномом Ньютона, рядом Фибоначчи, золотым сечением Пифагора, фундаментальными константами физики. // Сознание и физическая реальность. 1997, т.2, № 1.
- Урманцев Ю.А. Симметрия и асимметрия развития. // Ж-л Сознание и физическая реальность. 1997, т.2, № 2.
- Урманцев Ю.А. Симметрия природы и природа симметрии. М., Мысль, 1974.
- Урманцев Ю.А. Системная философия (пять этюдов). Вести. Моск. ун-та, Сер.7. Философия. 1999, № 5.
- Урманцев Ю.А. Системный идеал и задачи социально-экономического и духовно-экологического развития человечества. В кн. Алтай. Космос. Микрокосм. Пути духовного и экологического преобразования планеты. Алтай, 1994.
- Урманцев Ю.А. Системный подход к проблеме устойчивости растений // Физиология растений. 1979. Т. 26. № 4, 5.
- Урманцев Ю.А. Целостные, нецелостные, целостно-нецелостные, «небытийные» свойства объектов-систем. // В сб. 5 Межд. форум по информатизации. МФИ — 96. М., 1996.
- Урманцев Ю.А. Устойчивость и неустойчивость систем произвольной природы. // В сб. 5 Межд. форум по информатизации. МФИ — 96. М., 1996.
- Урманцев Ю.А. Что может дать биологу представление объекта как системы в системе объектов того же рода? // Журнал общей биологии. 1978. Т. 39. № 5. С. 699—718.
- Урманцев Ю.А. Что может дать исследователю представление объекта как объекта-системы в системе объектов данного рода?- В сб.: Теория, методология и практика системных исследований. Секц. I. Философско-методологические и социологические проблемы. М.: Наука, 1984, с. 19-22.
- Урманцев Ю.А. Эволюционика или общая теория развития систем природы, общества и мышления. Пущино, ОНТИ НЦБИ, 1988.
- Урманцев Ю.А. Общая теория систем в доступном изложении. R&C Dynamics, Москва Ижевск, 2014

#### В соавторстве
- Урманцев Ю. А., Каверина А.В. Изомерия в живой природе. Исследования свойств биологических изомеров (на примере венчиков и коробочек льна-кудряша).- Физиол. растений, 1974, т. 21, вып. 4, с. 771—779.
- Урманцев Ю. А., Каден Н.Н. Изомерия в живой природе. III. C-, К-изомерия и биосимметрия.- Ботанич. журн., 1971, т. 56, № 8, с. 1060—1067.
- Урманцев Ю. А., Трусов Ю.Я. О специфике пространственных форм и отношений в живой природе // Вопросы философии, 1958, № 6. сс.42-54.
- Урманцев Ю. А., Трусов Ю.П. О свойствах времени // Вопросы философии, 1961, № 5, сс.58-70.

### На иностранных языках
- Urmantsev Yu. A. Symmetry of System and System of Symmetry // Computers and Mathematics with Applications. 1986. Vol. 12B, Nos. '/2.